# Archytoepalpus rifiventris
Archytoepalpus rifiventris là một loài ruồi trong họ Tachinidae.